# ОШ „Душан Тасковић Срећко” Сићево
ОШ „Душан Тасковић Срећко” у Сићеву је једна од установа основног образовања на територији града Ниша. Основна школа је наследник школе основане 1879. године.
Садашњи назив носи од 1961. године, по учеснику народноослободличке борбе Душану Тасковићу. Поред матичне школе постоји и издвојено одељење у месту Островица. 